# Trewidland
Trewidland – przysiółek w Anglii, w Kornwalia, w dystrykcie (unitary authority) Kornwalia. Leży 44,7 km od miasta Truro, 84,1 km od miasta Penzance i 331 km od Londynu. Trewidland jest wspomniana w Domesday Book (1086) jako Treviliad.